# Símbolos nsibidi

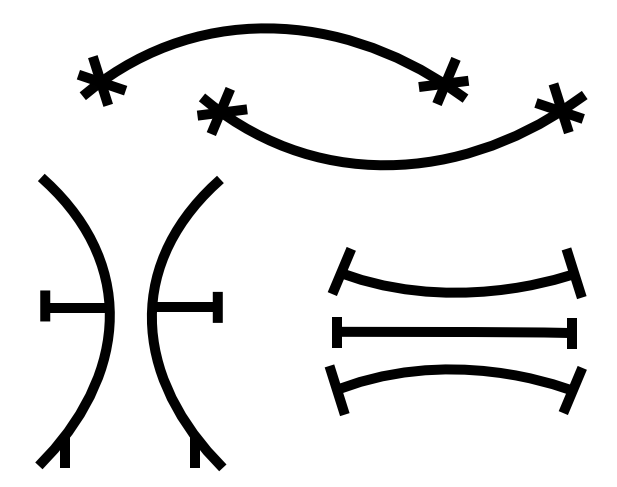
Tres símbolos nsibidi.

Los símbolos nsibidi (también llamados nsibiri, Nchibiddi o Nchibiddy) son un sistema ideográmico (aunque según algunas opiniones contendría elementos de un sistema logográfico o incluso de un silabario) tradicional de escritura del oeste de África. El nombre nsibidi hace alusión a una hipotética sociedad secreta religiosa que creó el sistema de escritura. 
Los símbolos nsibidi tienen aparentemente su origen en el pueblo igbo y son usados en diversas partes del sur de Nigeria. Según otras teorías basadas en la tradición oral habrían sido inventados directamente en el seno de la sociedad secreta religiosa Ekpe de los clanes efiks e ibibio, de la región de Calabar, donde se encontraban los antiguos reinos de Akwa Akpa o el Reino de Calabar, entre otros, al objeto de transmitir información de distinto tipo entre sus miembros.

## Historia

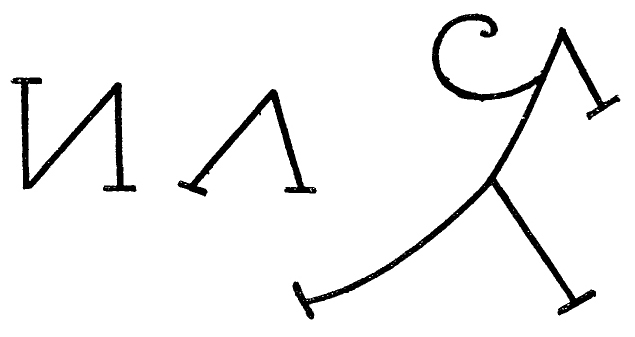
Escritura del nombre de un chico llamado 'Onuaha'.

Se desconoce con precisión su historia y antigüedad, aunque las primeras investigaciones europeas sobre esta escritura datan de 1904, cuando T.D. Maxwell informó sobre los mismos. Se han hallado símbolos nsibidi en máscaras ceremoniales datadas de finales del siglo XIX. Algunas investigaciones recientes, basadas en excavaciones arqueológicas, remontan los orígenes de este sistema picto-ideográmico hasta al menos los siglos XV o XVI; según esta línea de investigación histórica, la primera forma de escritura del idioma igbo habrían sido los pictogramas desarrollados por el pueblo ekoi (o ejagham). Estos pictogramas se habrían extendido entre los grupos igbo y otros residentes en la misma región geográfica en torno al año 1500, momento en el que se desarrollaron en la zona diversos Estados de gran prosperidad económica y cultural, para pasar a ser posteriormente del dominio exclusivo de algunas sociedades secretas locales, como la de los ikpe (o igbo). En opinión de algunos investigadores como J. K. Macgregor, es posible que la escritura nsibidi haya recibido a lo largo del tiempo influencias de la escritura latina. En 1909 Macgregor registró los símbolos empleados para escribir el nombre propio de un chico, 'Onuaha', e interpretó que los dos primeros símbolos eran una corrupción de las letras latinas 'N' y 'A', siendo el tercer símbolo propio del nsibidi.

## Uso

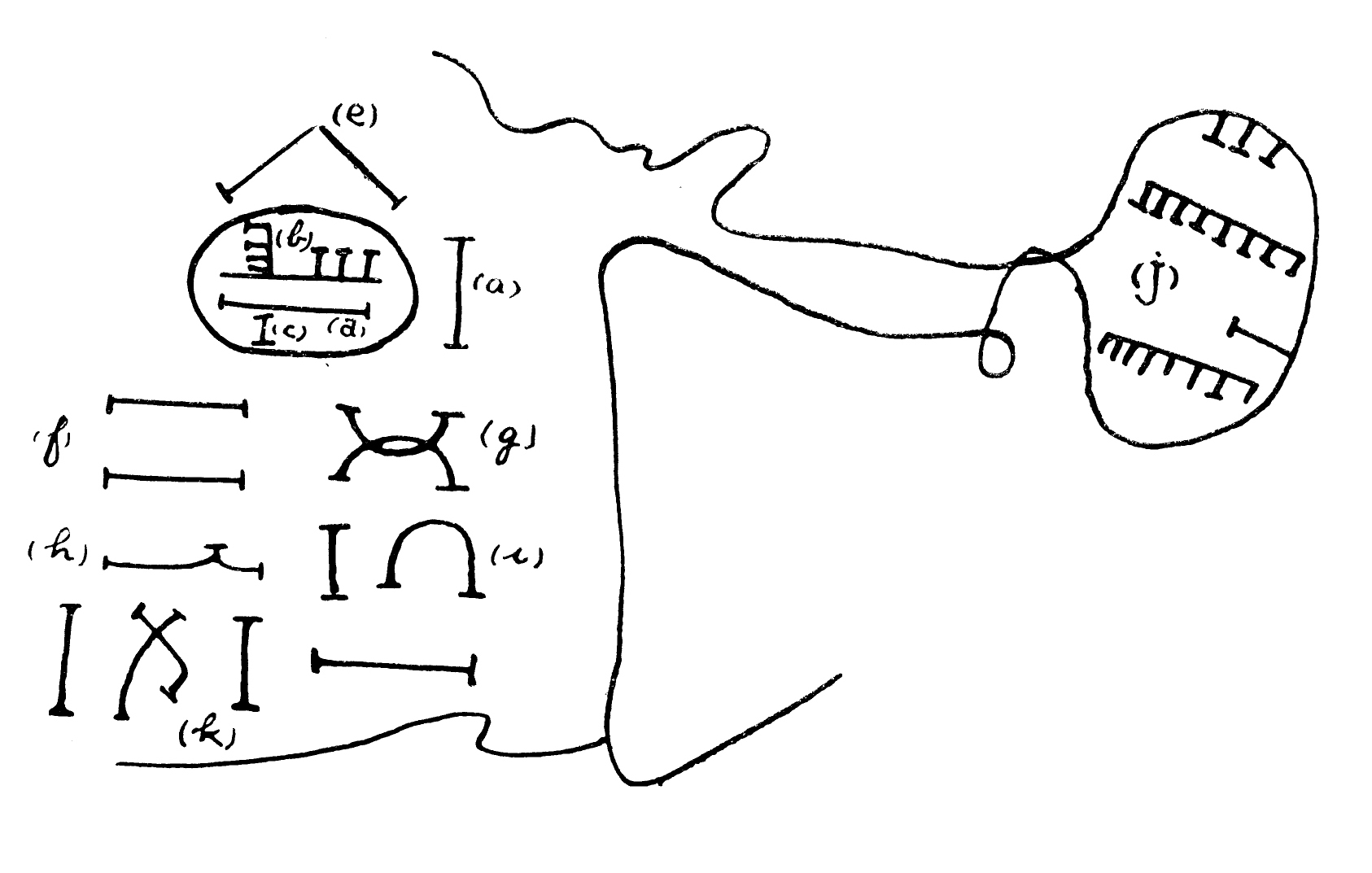
Un ikpe de Enyong escrito en nsibidi, reproducido por J. K. Macgregor

Algunos antropólogos estiman que el objeto de esta forma de pictogramas o ideogramas habría sido el de "formular mensajes, advertencias y registros de hechos". J. K. Macgregor informó uno de esos usos, concretamente en el registro de casos de lo que sería la administración de justicia tradicional, llamados "ikpe". De acuerdo con el ejemplo consignado por Macgregor:
- (a) El juicio se llevó a cabo bajo un árbol, como es costumbre,
- (b) las partes en el caso,
- (c) el jefe que lo juzgó,
- (d) su personal (que están encerrados en un círculo),
- (e) es un hombre susurrando al oído de otro justo fuera del círculo de los interesados,
- (f) denota todos los miembros de la parte que ganó el caso.
- Dos de ellos (g) están abrazados,
- (h) es un hombre que sostiene un paño entre el índice y el pulgar en señal de desprecio, y que no se preocupa por lo que se dice.

Las líneas recta y curva (i) significan que el caso era difícil, que la gente del pueblo no podía juzgar por sí mismos, por lo que se llamó a los sabios de los pueblos de los alrededores y el caso fue juzgado por ellos (j), quienes dictaron sentencia; (k) denota que se trataba de un caso de adulterio.

## Ejemplos de nsibidi
Estos son algunos ejemplos de nsibidi, recogidos por J. K. Macgregor (1909) y Elphinstone Dayrell (1910 y 1911) para las publicaciones The Journal of the Royal Anthropological Institute of Great Britain and Ireland y Man.
| "Nsibidi" "Bienvenida" "Dos hombres hablando" "Puerta" "Pistola" "Ballesta" | "Calabaza" "Tambor grande" "Racimo de plátanos" "Sombrilla" "Jabón de baño" | "Machete" "Mujer" "Hombre" "Luna" "Tortuga" |